# René-Samuel Sirat
René-Samuel Sirat, né le 13 novembre 1930 à Bône (l'actuelle Annaba)  en Algérie française et mort le 10 février 2023 à Jérusalem (Israël), est un rabbin français.
Professeur à l'Institut national des langues et civilisations orientales (INALCO) où il dirige la section d'études hébraïques et juives de 1965 à 1992, il est grand-rabbin de France de 1981 à 1988.

## Vie familiale
René-Samuel Sirat est le fils de Ichoua Sirat, né à Bône en 1880, et de Oureïda Atlan, née à Aïn Beïda en 1885. Il est le plus jeune des enfants. Ses deux frères aînés sont morts jeunes : l'un, Albert Sirat, renversé par un conducteur ivre près des Champs-Élysées, l'autre, Edmond Baruch Sirat, en janvier 1962, durant la guerre d'Algérie, en sortant de la synagogue à Constantine un vendredi soir. Il a deux sœurs, Henriette Ymmouna Sirat, née le 23 mars 1910 en Algérie et morte le 24 avril 2007 à Bagnolet (Seine-Saint-Denis), et Rachel Sirat, née le 16 janvier 1919 en Algérie et morte le 17 décembre 2005 à Limeil-Brévannes (Val-de-Marne).
Il a trois enfants d’un premier mariage, en 1951, avec Colette Salamon : Helène Sirat (épouse Danan, née le 12 décembre 1952 à Neuilly-sur-Seine et morte le 26 juin 2010,), Gabriel Yeshoua Sirat (né le 13 février 1955 à Toulouse) et Annie-Rivka Sirat (née en 1957).
Colette Sirat divorce en 1973, quand Annie la plus jeune des enfants a 16 ans.
Il se remarie avec Nicole Holzmann en 1978. Après son départ à la retraite, il fait son alyah à Jérusalem en Israël en 2013.

## Rabbin
En 1952, il devient rabbin à Clermont-Ferrand puis à Toulouse.
Il est élu grand-rabbin de France en 1980, exerce cette fonction pendant le premier septennat de François Mitterrand, mais ne se représente pas en 1987.
René-Samuel Sirat est nommé co-modérateur de la Conférence mondiale des religions pour la paix. Il participe à la première rencontre des religions pour la paix à Assise en 1986, auprès de Jean-Paul II.
En 1997, il appelle à l'abolition du scrutin proportionnel plurinominal en Israël.
En 1999, il participe avec Joseph Ratzinger, futur Benoît XVI, à la création de la « Fondation pour la recherche et le dialogue interreligieux et inter-culturels » à Genève par le Patriarcat œcuménique de Constantinople.
En 2000, il sollicite l'attention de Bill Clinton pour la création d'une « faculté de la religion du livre » à l'université de France du Maroc.
René-Samuel Sirat est directeur-fondateur de la chaire Unesco « Connaissance réciproque des religions du Livre et enseignement de la Paix ».
Il est le président-fondateur de l'Institut universitaire européen Rachi de Troyes qu’il initie avec Robert Galley, maire de Troyes de 1972 à 1995 et auquel il fait don en 2017, de sa bibliothèque talmudique.
Il soutient le projet Aladin de l'Unesco.
Membre du Consistoire central israélite de France et président d'honneur d'Artisans de paix depuis sa création en 1994, René-Samuel Sirat préside l'Académie Hillel.
À l’occasion du vingtième anniversaire de la rencontre d'Assise, le pape François le reçoit en mars 2018 au Vatican pour une audience privée.
René-Samuel Sirat meurt le 10 février 2023 à Jérusalem, à l’âge de 92 ans. Il est enterré deux jours plus tard au mont des Répits à Jérusalem.

## Décorations
- Officier de la Légion d'honneur (1998)[17]
- Grand officier de l'ordre national du Mérite en 2010[18],[19].

## Publications
- La joie austère, avec Emmanuel Hirsch, Bayard, 1990  (ISBN 978-2-204040587)
- La tendresse de Dieu, NiL Éditions, 1996  (ISBN 978-2-841110544)
- Héritages de Rachi, René-Samuel Sirat (dir.), Éditions de l'Éclat,  (ISBN 9782841621286)
- Juifs, chrétiens, musulmans : lectures qui rassemblent, lectures qui séparent, avec Olivier de Berranger, Youssef Seddik, coll. « Spiritualité et Religion », Bayard, 2007,  (ISBN 978-2-227475854)